# 貝氏泉鱂
貝氏泉鱂，為輻鰭魚綱鯉齒目鯉齒亞目谷鱂科的其中一種，為亞熱帶淡水魚，被IUCN列為易危保育類動物，分布於北美洲美國內華達州白河流域，體長可達9公分，棲息在湧泉處，生活習性不明。